# McKinney
McKinney és una població dels Estats Units a l'estat de Texas. Segons el cens del 2010 tenia 127.671 habitants.

## Demografia
Segons el cens del 2000, McKinney tenia 102.853 habitants, 28.186 habitatges, i 23.966 famílies. La densitat de població era de 361,7 habitants/km².
Dels 28.186 habitatges en un 45,1% hi vivien nens de menys de 18 anys, en un 63,6% hi vivien parelles casades, en un 9,5% dones solteres, i en un 23,2% no eren unitats familiars. En el 19% dels habitatges hi vivien persones soles el 5,3% de les quals corresponia a persones de 65 anys o més que vivien soles. El nombre mitjà de persones vivint en cada habitatge era de 2,89 i el nombre mitjà de persones que vivien en cada família era de 3,29.
Per edats la població es repartia de la següent manera: un 30,9% tenia menys de 18 anys, un 9,3% entre 18 i 24, un 36,4% entre 25 i 44, un 16,5% de 45 a 60 i un 6,8% 65 anys o més.
L'edat mediana era de 31 anys. Per cada 100 dones de 18 o més anys hi havia 99,4 homes.
La renda mediana per habitatge era de 63.366$ i la renda mediana per família de 72.133$. Els homes tenien una renda mediana de 50.663$ mentre que les dones 32.074$. La renda per capita de la població era de 28.185$. Aproximadament el 4,9% de les famílies i el 8,5% de la població estaven per davall del llindar de pobresa.

## Poblacions més properes
El següent diagrama mostra les poblacions més properes.